# Piper artanthopse
Piper artanthopse är en pepparväxtart som beskrevs av C. Dc.. Piper artanthopse ingår i släktet Piper och familjen pepparväxter. Inga underarter finns listade i Catalogue of Life.